# Stuc
Stucul este o tencuială colorată în masă, pe bază de var. Tehnica stucului este cunoscută din Antichitate. Stucul este un material realizat dintr-un amestec dintr-un agregat, un adeziv și apă. Aplicat umed, se întărește prin uscare, devenind un solid dens. Este folosit pentru acoperirea pereților și tavanelor și pentru decorațiuni, atât interioare cât și exterioare.
Materialul era compus, la origine, din praf de marmură albă și var stins, iar ulterior, din praf de cretă, clei și o anumită cantitate de apă. Compoziția poate fi ușor tunată în matrițe de diferite forme. Bucățile astfel obținute sunt lipite de perete cu un adeziv pe bază de clei. Apoi, acestea pot fi pictate ori aurite.
Procedeul este de origine persană, dar a fost preluat și în arhitectura romană, în Renaștere, baroc, rococo și arta otomană.
Ansamblul decorației arhitecturale în relief a unui edificiu sau al ornamentelor aplicate pe diverse piese de mobilier, care are la bază folosirea stucului, se numește stucatură.
Meseriașul care execută lucrări de stucatură se numește stucator.

## Exemple de utilizare
Plafonul rotondei Ateneului Român se sprijină pe 12 coloane de tuci tencuite cu stuco-marmură roză, așezate în cerc perfect. Stucatura care imită marmura la coloanele rotondei centrale a fost executată de frații Axerio din Slănic Prahova, pentru care li s-a conferit medalia „Crucea de cavaler”.